# Angola (Księga Mormona)

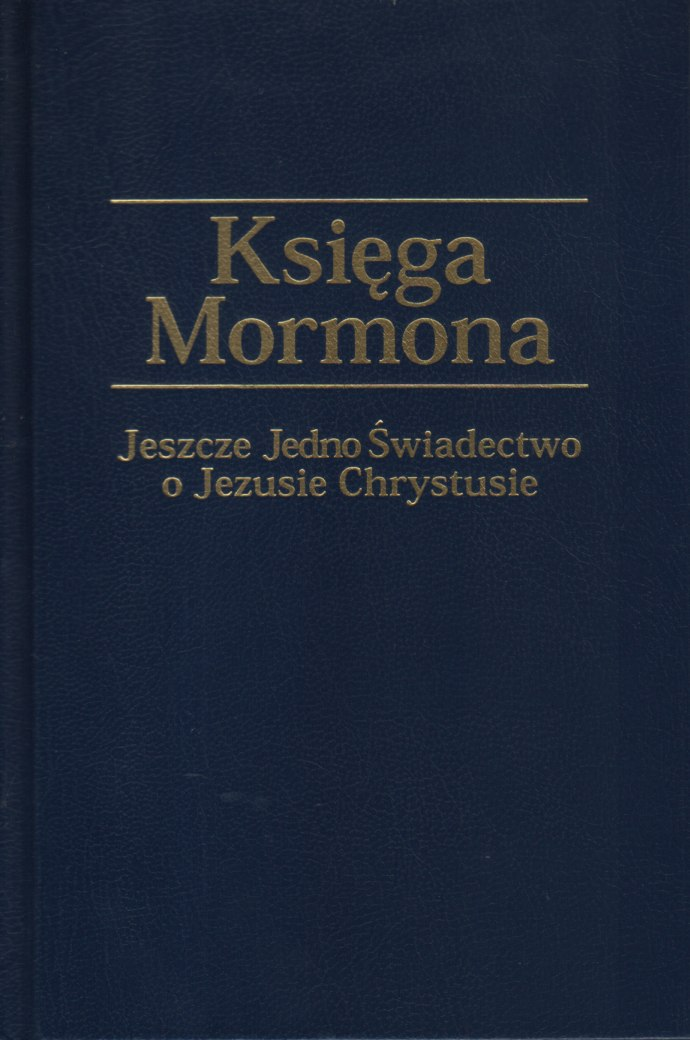
Księga Mormona, jedno z mormońskich pism świętych i jednocześnie źródło przekazu o mieście Angola

Angola (deseret 𐐈𐐤𐐘𐐄𐐢𐐂) – w wierzeniach ruchu świętych w dniach ostatnich (mormonów) jedno z nefickich miast. Informacje na jego temat zawiera Księga Mormona, jedna z części składowych Księgi Mormona. Jego umiejscowienie w kontekście wewnętrznej geografii mormońskiej świętej księgi nie jest pewne. Znane przede wszystkim ze swojej roli w końcowym okresie wojen neficko-lamanickich. Jest obiektem spekulacji mormońskich teologów, przewija się też w publikacjach krytycznych wobec tej tradycji religijnej, również w związku ze swą nazwą.

## Wymowa i pisownia nazwy
Wymowa nazwy tego miasta wzbudzała pewne zainteresowanie mormońskich badaczy. Została ona zresztą ujęta w przewodniku po wymowie, dołączanym do każdego egzemplarza anglojęzycznej wersji Księgi Mormona od 1981. Źródła wskazują generalnie niemniej na znaczną różnicę między wymową preferowaną i powszechną współcześnie a tą z wczesnego okresu kolonizacji terytorium. Pierwotna wymowa, zwłaszcza ta stosowana przez Josepha Smitha, ma pewne znaczenie w badaniach nazw własnych występujących w Księdze Mormona, choć, na gruncie mormońskiej teologii, nie jest w nich czynnikiem decydującym. Do ustalenia wymowy używanej przez Smitha wykorzystuje się między innymi wydanie Księgi Mormona w alfabecie deseret z 1869.
Istnieją wszelako relacje ludzi posługujących w procesie nazywanym przez świętych w dniach ostatnich tłumaczeniem Księgi Mormona, które rzucają światło na to, jak Smith pierwotnie radził sobie z nieznanymi słowami. Hugh Nibley, powołując się na relacje skrybów Smitha, stwierdził, że nigdy nie wymawiał on takich słów, zawsze poprzestając na ich przeliterowaniu. Ściśle na gruncie mormońskiej teologii nie próbuje się dociekać pierwotnej, jeredyckiej wymowy tegoż słowa, podobnie jak nie prowadzi się takowych rozważań wobec słów i nazw nefickich.
Również na gruncie mormońskiej teologii zauważa się inherentną problematyczność wymowy nazw i imion przynależnych do tej mormońskiej świętej księgi. Ma to wynikać z tego, że żadne z nich nie zostało przekazane Josephowi Smithowi ustnie, z wyjątkiem może imienia Moroniego, który wszak przedstawił się Smithowi w wizji. Z doktrynalnego punktu widzenia sposób, w jaki bohaterowie Księgi Mormona wypowiadali te słowa, pozostał nieznany pierwszemu mormońskiemu przywódcy.
Richard Hauck zauważył z kolei, że w pierwszym wydaniu Księgi Mormona (1830) występował w odniesieniu do tego miasta zapis „Angelah”. Prawdopodobnie wynikało to ze sposobu zapisu tego słowa przez Olivera Cowdery’ego oraz związanej z tym pomyłki popełnionej przez osobę składającej tekst do druku. Z kolei w opublikowanej z inicjatywy związanej ze Zreorganizowanym Kościołem Jezusa Chrystusa Świętych w Dniach Ostatnich Zarahemla Research Foundation edycji Księgi Mormona (1999) użyto nazwy „Angolah”. Wydanie to, znane jako Restored Covenant Edition, opierało się na wyczerpującym przeglądzie wszystkich znanych manuskryptów i druków Księgi Mormona oraz miało na celu przywrócenie mormońskiej świętej księdze jej czystej formy.

## Na kartach Księgi Mormona
Na kartach Księgi Mormona pojawia się wyłącznie w wersie czwartym drugiego rozdziału Księgi Mormona, w opisie późnych walk między Nefitami a Lamanitami, zasadniczo w 327 oraz w 328. Jego umiejscowienie w kontekście wewnętrznej geografii mormońskiej świętej księgi nie jest pewne. Wskazuje się, iż mogło leżeć na północy ziemi zarahemlskiej, z zastrzeżeniem, że nie można tego obecnie bliżej ustalić. Przypuszcza się, że miało duże znaczenie strategiczne. Dowodzone przez Mormona wojska nefickie poświęciły znaczące środki na jego obronę przed oddziałami lamanickimi. Wszelkie starania tego typu okazały się wszakże nieskuteczne, Lamanici bowiem ostatecznie mieli zająć ów ośrodek.

## W mormońskiej teologii oraz w badaniach nad Księgą Mormona
Istnienie Angoli nie znalazło potwierdzenia w źródłach zewnętrznych. Językoznawcy związani z Kościołem Jezusa Chrystusa Świętych w Dniach Ostatnich rozważali etymologię nazwy tego miasta. Wywodzili ją z języka hebrajskiego, wskazywali jednakże na możliwość greckiego jej pochodzenia. Nie ma żadnego związku z Angolą, za życia Josepha Smitha portugalską kolonią na zachodnim wybrzeżu Afryki. Pierwszy mormoński przywódca najprawdopodobniej nigdy nie słyszał o tym terytorium. Miasta czy osady w dziewiętnastowiecznych Stanach Zjednoczonych określane w ten sam sposób pochodzą z okresu późniejszego niż Księga Mormona, po raz pierwszy opublikowana w 1830. Sama Angola została utworzona w 1873. Te argumenty były niemniej podważane przez badaczy niezwiązanych z mormonizmem, czyniąc Angolę jednym z punktów wyjścia do wszechstronnej krytyki tej tradycji religijnej.

## W mormońskiej kulturze
Niezależnie od spekulacji etymologicznych i teologicznych znalazło miejsce w mormońskiej kulturze. Pojawia się choćby w publikowanych przez Kościół materiałach o charakterze rozrywkowym i edukacyjnym, między innymi w magazynie Friend z października 1992.